# 十济
韩国古代城邦国家百济国的曾用名，根据12世纪成书的三国史记记载，百济的建国者温祚由于担心高朱蒙长子琉璃王的诛杀，与同母兄長沸流逃奔朝鲜半岛。
温祚逃到今天首尔附近于公元前18年修筑了慰礼城（现在的韩国河南市），并立国号“十济”；而他的兄長沸流认为临海而居更好，则在慰礼城的西方建立弥邹忽。可是在弥邹忽的盐水和沼泽对于大多数人来讲难以忍受，与此同时慰礼城的百姓却繁荣地生活着。沸流于是前往慰礼城并要当十济国王。温祚不同意。于是沸流对温祚开战，但输给了温祚。因为羞愧，沸流自杀。弥邹忽的百姓于是搬迁到慰礼城，温祚也高兴地接纳了他们。两部合并后，国名由十济改为百济。百济国王族虽然是高句骊族，但是主体民族是三韩之一的马韩。
后来温祚迫于靺鞨和乐浪的压力而迁徙到汉江之南建城，仍以慰礼城为名。 
前一座慰礼城叫做河北慰礼城，后一座慰礼城叫做河南慰礼城。京畿道广州风纳土城的东墙疑为河南慰礼城的残垣。